# Canção da América
Canção da América é a tradução da canção "Unencounter" composta por Milton Nascimento em inglês em homenagem ao seu amigo sul-africano Ricky Fataar e gravada em 1979 no álbum Journey To Dawn de Milton Nascimento. Contou na gravação com os músicos Naná Vasconcelos (Percussão), Nelson Angelo (Violão) e Milton Nascimento (Violão).
Mais tarde, Fernando Brant fez uma versão da música em português. Essa versão ficou muito conhecida pelo seu início, como um hino à amizade: "Amigo é coisa para se guardar debaixo de sete chaves, dentro do coração". Sendo que o início da canção em inglês era "Why did you too leave this town, my friend? Do you remember that tune, The song you sang to me".

Depois dessa primeira gravação, e sobretudo nos álbuns que contém a gravação em inglês o título ficou conhecido como "Unencounter (Canção da América)".  As regravações em português são mencionadas nos encartes como simplesmente "Canção da América".

## Regravações
"Canção da América" foi regravada diversas vezes e por vários artistas, entre eles estão o próprio Milton Nascimento e, também, Elis Regina, que regravou a canção em diversos álbuns.
A banda 14 Bis a gravou no seu álbum de estreia '14 Bis' em 1979, produzido pelo próprio Milton. Um ano depois de ser lançada foi gravada em português por Milton Nascimento no álbum de 1980 Sentinela com participação de músicos como Aizik Meilach Geller, Boca Livre, Robertinho Silva, Toninho Horta, Wagner Tiso. E também em 1980 foi regravada pela cantora Elis Regina no álbum Saudade do Brasil com participação de Chiquinho Brandão (Flauta), Dom Chacal (Percussão), Natan Marques (Viola 12 Cordas), Paulo Garfunkel (Flauta Doce).
Destacam-se também a versão de Elis Regina no registro ao vivo "Trem Azul" (1982); Zimbo Trio no álbum Zimbo Trio Interpreta Milton Nascimento (1985) e MPB-4 no Ao Vivo (1989).
Foi regravada por Daniel em 1997, no show Amigos e no CD póstumo da dupla, como homenagem ao seu parceiro musical João Paulo, falecido em setembro daquele ano.
A canção aparece duas vezes no álbum "Tributo a um campeão" (1994) dedicado ao piloto Ayrton Senna com o título "Unencounter (Canção da América)": uma versão instrumental interpretada por Roger Henri e outra cantada por Milton Nascimento, em uma gravação semelhante a do disco Sentinela (1980) de Milton Nascimento.

## Prêmios e indicações
| Ano  | Prêmio          | Categoria     | Resultado |
| ---- | --------------- | ------------- | --------- |
| 1980 | Troféu Imprensa | Melhor Música | Indicado  |